# Dioptrochasma mercyi
Dioptrochasma mercyi là một loài bướm đêm trong họ Geometridae.